# شرنيصة
شِرْنِيصَة (الاسم العلمي: Pyrochroa)، جنس حشرات خنفسية قانية من فصيلة الشرنيصيات. هناك نوعان على الأقل موصوفان في الشرنيصة

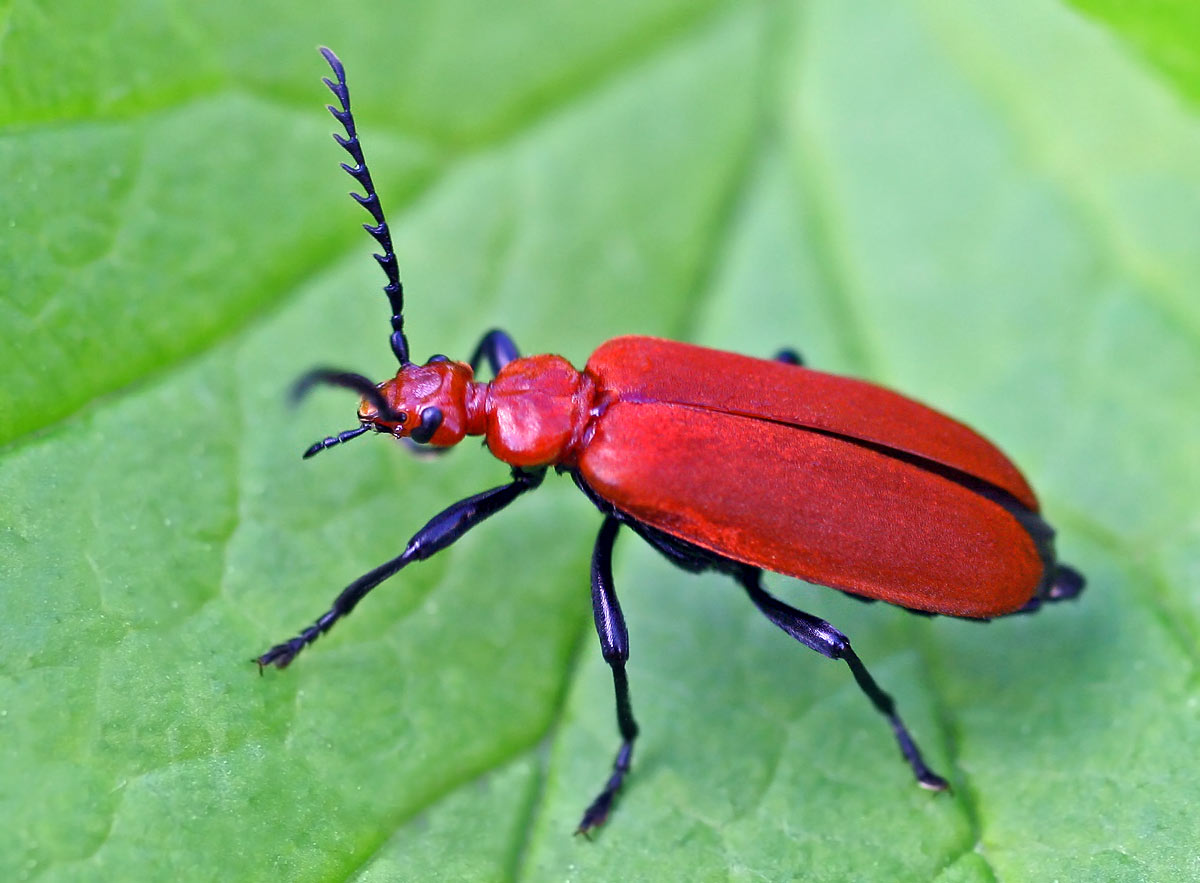
Pyrochroa serraticornis

.

## الأنواع
يشتمل جنس الشرنيصة على نوعان:
- Pyrochroa grandis
- Pyrochroa serraticornis (Scopoli, 1763)